# Lanove, Berezivka
Lanove (în ucraineană Ланове) este un sat în comuna Berezivka din raionul Berezivka, regiunea Odesa, Ucraina.

## Demografie
Componența lingvistică a localității Lanove
     Ucraineană (93,33%)
     Rusă (4,89%)
     Română (1,78%)
Conform recensământului din 2001, majoritatea populației localității Lanove era vorbitoare de ucraineană (93,33%), existând în minoritate și vorbitori de rusă (4,89%) și română (1,78%).